# Obešlíkové z Lipultovic

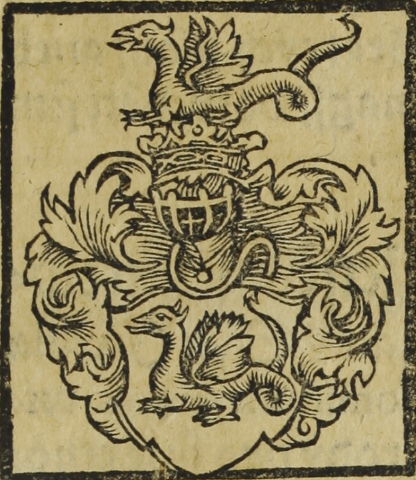
Erb Obešlíků z Lipultovic (J. Willenberg, 1593)

Obešlíkové z Lipultovic bylo příjmení staré, původem slezské rodiny, která u nás záhy zdomácněla.[zdroj?]

## Historie
Jan z Lipultovic byl již roku 1437 ženatý s Barborou z Tasova a psal se taky Tasovský. Byl majitelem Jedové, kterou roku 1447 současně se Zboří a s Neustiftem prodal. Žil ještě roku 1464 a měl syny Ctibora Obešlíka z Lipultovic a Děpolda, který je snad totožný s třetím synem Tasultem z Lipultovic.
Ctibor Obešlík z Lipultovic držel Veselíčko po otci, podle kterého se také psal. Byl ženatý s Alžbětou ze Spráneka, která se roku 1482 uvádí jako vdova. Mezi jeho potomky počítáme Ctibora Obešlíka z Lipultovic (16. července 1484 obdržel pečeť) a Jana Obešlíka z Lipultovic, který v roce 1497 držel Mrlín. Ostatní potomci jsou neznámí a uvádí se roku 1482.
Jan Obešlík z Lipultovic, snad totožný s dříve uvedeným, koupil roku 1522 olomoucký manský statek Malotice, Rousko, Babice a Babici. Zemřel okolo roku 1547. Malotice drželi jeho synové Jiří a Jetřich, zatímco na Babicích byl Dalibor a na Rousku byl Tysult Obešlik z Lipultovic. Jiří Obešlík z Lipultovic byl na Maloticích ještě v roce 1592 a byl soudcem manského soudu v Olomouci.
Václav Obešlík z Lipultovic byl v roce 1528 úředníkem Pernštejnského panství. Jan Obešlík z Lipultovic seděl roku 1555 na Brankách a jiný Jan z Lipultovic držel statek Nyrlink.
Svobodný dvůr v Polešovicích držel v roce 1590 Jetřich Obešlík z Lipultovic. Ctibor Obešlík z Lipultovic se uvádí na svobodném dvoře ve Zlíně, v letech 1613–1618 na svobodném dvoře v Želechovicích. Měl bratra Jana Šťastného Obešlíka z Lipultovic, který držel v letech 1609–1618 svobodný dvůr v předměstí Holešovic.

## Erb
V modrém štítu je zelená nestvůra popisovaná jako drak, i když jde spíše o saň. Bývá vyobrazována se dvěma nebo se čtyřma nohama a nechrlí oheň. V klenotu je nestvůra ze štítu. Přikryvadla jsou modro-stříbrná.